# روویرا (تولیما)
روویرا (تولیما) (به اسپانیایی: Rovira) یک سکونتگاه مسکونی در کلمبیا است که در بخش تولیما واقع شده‌است.